# Пребореальний період
Пребореальний період — кліматичний період, найраніший з етапів голоцену. Розпочався за пізнім дріасом плейстоцену, і змінився бореальним періодом. Тривав близько 10850 — 9610  рр. тому

## Кліматична характеристика
Пребореальний період змінив пізній дріас (10850 — 9610 рр. тому), коли Європа була покрита тундрою, а деревна рослинність відсутня. В ході пребореального періоду середньорічна температура в Північній півкулі стала швидко зростати: протягом всього 20-40 років вона підвищилася на 6 °C.. В кінці Віслинського зледеніння, відомого в кліматології під назвою осциляцій Дансгора-Ешгера, часто відбувалися різкі температурні сплески. При цьому літо було в середньому холодніше сьогоденного, а зима дуже холодною.

## Флора
Береза, сосна і ліщина поширилися з південних сховищ (таких, як Верхньорейнська рівнина, долина Рони, середня частина Дунаю) на північ. Швидке поширення ліщини супроводжується міграцією на північ людей. В Європі починається епоха мезоліту.

## Морська географія
На місці Балтійського моря в пребореальний період існувало Іолдійове море.

## Закінчення
За пребореальним періодом почався бореальний, коли відбулося поширення в Центральній Європі змішаних лісів, де переважали такі дерева, як дуб, в'яз, липа і ясен.